# Heinrich Dörrie
Heinrich Adicke Dörrie (* 27. November 1911 in Hannover; † 16. März 1983 in Münster) war ein deutscher Klassischer Philologe, der als Professor an den Universitäten in Saarbrücken (1957–1961) und Münster (1961–1980) wirkte. Er ist besonders durch seine Beiträge zur Erforschung des Platonismus bekannt und begründete die Reihe Der Platonismus der Antike, die erst nach seinem Tod erschien.

## Leben
Heinrich Dörrie wurde 1911 als Sohn des gleichnamigen Arztes in Hannover geboren. Ab 1921 besuchte er das Ratsgymnasium, wo ihn seine Lehrer zur Beschäftigung mit der antiken Literatur anregten. Darum begann Dörrie im Sommersemester 1930 an der Universität Tübingen ein Studium der Klassischen Philologie und Romanistik. Später wechselte er für ein Semester an die Universität Lausanne, dann an die Universität Leipzig, wo ihn die Gräzisten Erich Bethe und Alfred Körte beeinflussten. Schließlich ging er an die Georg-August-Universität Göttingen. Neben Hermann Fränkel und Max Pohlenz beeinflusste ihn hier besonders Kurt Latte, der ihm auch das Thema seiner Doktorarbeit stellte: Dörrie sollte sich mit der handschriftlichen Überlieferung der griechischen Romanschriftsteller beschäftigen, die damals noch weitgehend ungeklärt war. Zu diesem Zweck reiste Dörrie im Wintersemester 1933/34 nach Florenz, untersuchte die Handschriften in der Biblioteca Medicea Laurenziana und bildete sich bei den Papyrologen Girolamo Vitelli, Medea Norsa und Giorgio Pasquali weiter. Anfang 1935 wurde Dörrie promoviert und legte das Erste Staatsexamen ab. Seine Dissertation (über die Überlieferung der griechischen Romanautoren Longos, Achilleus Tatios und Heliodoros) war die letzte lateinisch abgefasste Doktorarbeit an der Universität Göttingen.
Seine erste Anstellung erhielt Dörrie als wissenschaftlicher Mitarbeiter beim Septuaginta-Unternehmen der Gesellschaft der Wissenschaften zu Göttingen. Hier verfeinerte er seine editorischen Fähigkeiten und sammelte Material für seine Ausgabe der Passio Sanctorum Maccabaeorum, die 1938 in den Abhandlungen der Gesellschaft der Wissenschaften erschien. Seine eigentliche Aufgabe sah Dörrie aber schon damals in der systematischen Erforschung des Platonismus. Die Ausführung dieser Pläne wurde jedoch mit dem Ausbruch des Zweiten Weltkrieges verzögert.
Die Regisseurin Doris Dörrie ist seine Nichte.

### Fronteinsatz und Kriegsgefangenschaft
Im Oktober 1939 wurde Dörrie als Soldat zur Wehrmacht eingezogen. Während eines Urlaubs im Februar 1940 heiratete er Annemarie Lueder, die er 1937 in Göttingen kennengelernt hatte; sie war im Jahr zuvor bei Ulrich Knoche und Karl Deichgräber mit der Dissertation Die philosophische Persönlichkeit des Antiochos von Askalon promoviert worden.
Trotz seines Kriegseinsatzes verfolgte Dörrie weiterhin seine akademische Karriere. Während eines achtwöchigen Fronturlaubs (1943) absolvierte er in Göttingen das gesamte Habilitationsverfahren, einschließlich des Probevortrags. Im folgenden Jahr bestellte ihn das Göttinger Institut für Altertumskunde zum Oberassistenten. Während seines Fronteinsatzes konnte Dörrie die Stelle nicht sofort antreten. Kurz vor Kriegsende (1945) geriet er in sowjetische Kriegsgefangenschaft und wurde ins Arbeitslager von Plawsk verschleppt. Während seiner langen Haftzeit hielt er am Studium der antiken Literatur und Geisteswelt fest, obwohl er keine Bücher besaß und von der Außenwelt beinahe abgeschnitten war: Eine Postkarte aus dem Lager war auf etwa 25 Wörter beschränkt. Seine Frau konnte ihm in jeden Brief eine Textseite eines antiken Autors einlegen. Gemeinsam mit Gleichgesinnten pflegte Dörrie die Altertumswissenschaft in kleinen Vorträgen und Gesprächsrunden, um nicht abzustumpfen. Erst 1953 wurde er aus der Gefangenschaft entlassen und konnte nach Deutschland zurückkehren.

### Oberassistent in Göttingen
Zum Sommersemester 1954 trat er die Stelle als Oberassistent in Göttingen an, die ihm zehn Jahre zuvor angeboten worden war und die in der Zwischenzeit Werner Hartke (1945–1946) und Albrecht Dihle (1946–1954) vertreten hatten. In Göttingen musste sich Dörrie in weite Bereiche der antiken Literatur erst wieder einarbeiten. Gegenüber den Studenten gab er seinen Nachholbedarf offen zu und eröffnete so eine Art Lernwettkampf mit ihnen. Seine Vorlesungen und Übungen behandelten Aristoteles und die platonische Akademie, die philosophischen Schriften Marcus Tullius Ciceros, die attische Komödie, Catull, den Neuplatonismus und die römische Satire. Außerdem erteilte er griechische und lateinische Stilübungen.

### Professor in Saarbrücken und Münster
Aufgrund seines Lehrerfolgs erhielt er 1957 einen Ruf der Universität des Saarlandes, wo er Professor für Klassische Philologie war. 1961 wechselte er an die Westfälische Wilhelms-Universität Münster, wo er bis zu seiner Emeritierung (1980) den Lehrstuhl für Gräzistik innehatte. Im akademischen Jahr 1968/69 war er Dekan der Philosophischen Fakultät. Die allgemeine studentische Protestbewegung der 68er, die ihn durch seine exponierte Position besonders traf, fasste er als persönlichen Affront auf. Aus diesem Grund zog er sich lange Jahre aus dem akademischen Leben zurück. Gleichwohl wurden ihm in den folgenden Jahren akademische Ehren zuteil: Die Nordrhein-Westfälische Akademie der Wissenschaften und der Künste nahm ihn bei ihrer Gründung (1970) als ordentliches Mitglied auf. Anlässlich seines 70. Geburtstages veröffentlichten seine Schüler Horst-Dieter Blume und Friedhelm Mann zu seinen Ehren die Festschrift Platonismus und Christentum (Münster 1983). Ebenfalls 1983 beschloss die Theologische Fakultät der Ruprecht-Karls-Universität Heidelberg die Verleihung der Ehrendoktorwürde an Dörrie; durch seinen Tod im Frühjahr kam es jedoch nicht mehr dazu.

## Leistungen
Dörries wissenschaftliches Werk ist breitgefächert: Er publizierte zur antiken Philosophie, Mythologie, Religionsgeschichte, zur Dichtung Ovids, zur Wirkungsgeschichte antiker Themen und Motive (Galateia, Pygmalion) und zum frühen Christentum (besonders Gregor von Nyssa; er leitete auch die an der Westfälischen Wilhelms-Universität angesiedelte Forschungsstelle Gregor von Nyssa). Auch seine Vorlesungen in Münster umspannten alle Autoren und Epochen der griechischen und lateinischen Literatur der Antike, obwohl sein Lehrstuhl traditionell der Gräzistik gewidmet war. Seine vielfältige Gelehrsamkeit fand Ausdruck in zahlreichen Lexikonartikeln, die als Beiträge in Paulys Realencyclopädie der classischen Altertumswissenschaft, im Kleinen Pauly, im Reallexikon für Antike und Christentum und in der Theologischen Realenzyklopädie erschienen. Mit dem antiken Roman beschäftigte er sich nur in seiner Anfangszeit. Außer seiner breit angelegten Dissertation De Longi, Achillis Tatii, Heliodori memoria, die 1935 in Göttingen gedruckt wurde, schrieb er noch eine Rezension zu der neuen kritischen Edition des Longos von Georges Dalmeyda (Paris 1934).
Größere Schwerpunkte in Dörries Forschungsarbeit bilden die antike Briefliteratur und ganz besonders der Platonismus. In jahrzehntelanger Arbeit sichtete er, unterstützt von seiner Frau, die meisten der über 200 Handschriften, in denen Ovids Heroides überliefert sind. Aufgrund dieser Arbeit konnte er 1971 eine kritische Ausgabe der Epistulae Heroidum herausgeben, die trotz ihrer großen Verdienste für die Überlieferungsgeschichte in der Fachwelt nicht unumstritten war. Vier Jahre später veröffentlichte er die Epistula Sapphus (Zetemata 1975), deren Überlieferungslage ein ähnlich großes Problem darstellt.
Die systematische Erforschung des Platonismus hatte sich Dörrie bereits nach dem Studium vorgenommen. Seine Arbeiten kamen jedoch nur langsam voran. Seit den 50er Jahren trug er sein Projekt in die Öffentlichkeit und hielt auch mehrere Symposien ab, die zahlreiche Einzelarbeiten hervorbrachten. In der Aufsatzsammlung Platonica Minora (München 1976) legte Dörrie seine bis dato formulierten Ergebnisse nieder. Die große Systematik unter dem Titel „Der Platonismus der Antike“ kam wegen seines Todes vorerst nicht zustande. Das Projekt wurde von seiner Witwe Annemarie Dörrie, seinem Schüler Friedhelm Mann und seinem Assistenten Matthias Baltes fortgeführt, ab 2003 von Christian Pietsch. Von 1987 bis 2008 sind insgesamt sieben Bände in der Reihe erschienen.
Sein Nachlass befindet sich in der Bayerischen Staatsbibliothek.

## Schriften (Auswahl)
- De Longi, Achillis Tatii, Heliodori memoria. Göttingen 1935 (Dissertation)
- Passio SS Machabaeorum, die antike lateinische Übersetzung des 4. Makkabäerbuches. Göttingen 1938
- Leid und Erfahrung. Die Wort- und Sinn-Verbindung παθεῖν – μαθεῖν im griechischen Denken. Mainz 1956 (= Abhandlungen der geistes- und sozialwissenschaftlichen Klasse der Akademie der Wissenschaften und der Literatur in Mainz. Jahrgang 1956, Nr. 5).
- Porphyrios’ Symmikta zetemata. Ihre Stellung in System und Geschichte des Neuplatonismus nebst einem Kommentar zu den Fragmenten. München 1959 (= Zetemata. Band 20)
- Untersuchungen zur Überlieferungsgeschichte von Ovids Epistulae Heroidum. 3 Teile, Göttingen 1960–1972
- Porphyrios als Mittler zwischen Plotin und Augustin. In: Paul Wilpert, Willehad P. Eckert (Hrsg.): Antike und Orient im Mittelalter. Vorträge der Kölner Mediaevistentagungen 1956–1959 (= Miscellanea Mediaevalia. Band 1). De Gruyter, Berlin 1962, S. 26–47.
- Der Königskult des Antiochos von Kommagene im Lichte neuer Inschriften-Funde. Göttingen 1964
- Der heroische Brief. Bestandsaufnahme, Geschichte, Kritik einer humanistisch-barocken Literaturgattung. Berlin 1968
- Die schöne Galatea. Eine Gestalt am Rande des griechischen Mythos in antiker und neuzeitlicher Sicht. München 1968
- Epistulae Heroidum. P. Ovidius Naso. Ad fidem codicum edidit Henricus Dörrie. Berlin / New York 1971
- Pygmalion. Ein Impuls Ovids und seine Wirkungen bis in die Gegenwart. Opladen 1974
- P. Ovidius Naso, Der Brief der Sappho an Phaon. Mit literarischem und kritischem Kommentar im Rahmen einer motivgeschichtlichen Studie. München 1975 (= Zetemata 58)
- Von Platon zum Platonismus. Ein Bruch in der Überlieferung und seine Überwindung. Opladen 1976
- Platonica minora. München 1976
- Sinn und Funktion des Mythos in der griechischen und der römischen Dichtung. Opladen 1978
- Der Platonismus der Antike. Band 1: Die geschichtlichen Wurzeln des Platonismus. Bausteine 1–35. Text, Übersetzung, Kommentar. Aus dem Nachlass herausgegeben von Annemarie Dörrie. Stuttgart 1987, ISBN 3-7728-1153-1
- Der Platonismus der Antike. Band 2: Der hellenistische Rahmen des kaiserzeitlichen Platonismus. Bausteine 36–72. Text, Übersetzung, Kommentar. Aus dem Nachlass herausgegeben und bearbeitet von Matthias Baltes. Stuttgart 1990, ISBN 3-7728-1154-X
- Der Platonismus der Antike. Band 3: Der Platonismus im 2. und 3. Jahrhundert nach Christus. Bausteine 73–100. Aus dem Nachlass herausgegeben und bearbeitet von Matthias Baltes. Stuttgart 1993, ISBN 3-7728-1155-8